# José María Angelat
José María Angelat (Barcelona, 1 de abril de 1921 - Formentera, 26 de agosto de 1992), también acreditado como Josep Maria Angelat, fue un actor español.

## Biografía
De verdadero nombre Bartomeu Angelat i Escuder, José María procedía del teatro, donde ya había adquirido cierta reputación cuando debutó como actor de doblaje a principios de la década de los 50 (es especialmente recordado por ser la voz habitual del cómico francés Louis de Funès y participó también en doblaje de películas musicales,  tanto en la parte dialogada como en las canciones, destacando su magnífico trabajo especialmente en dos clásicos inolvidables: Mary Poppins (1964), en la que dobló a David Tomlinson (Mr Banks) y  My Fair Lady (1964),en la que dobló a Wilfrid Hyde-White (el coronel Pickering), trabajo que compaginaba con dramáticos radiofónicos y pequeños papeles en el cine, para más tarde convertirse en un rostro habitual en varios programas para RTVE, primero a nivel estatal y a partir de mediados de los 70, para el circuito catalán, especialmente en la serie Marta sempre, Marta tothora en 1984. Uno de sus últimos trabajos, y el más recordado como actor de doblaje en catalán, fue el doblaje de Tom Bosley para la serie de televisión Father Dowling Mysteries (El pare Dowling, 1989-91). 
Su hija es la también actriz Marta Angelat, con la que coincidió en varios doblajes y programas televisivos.